# Winston Clifford

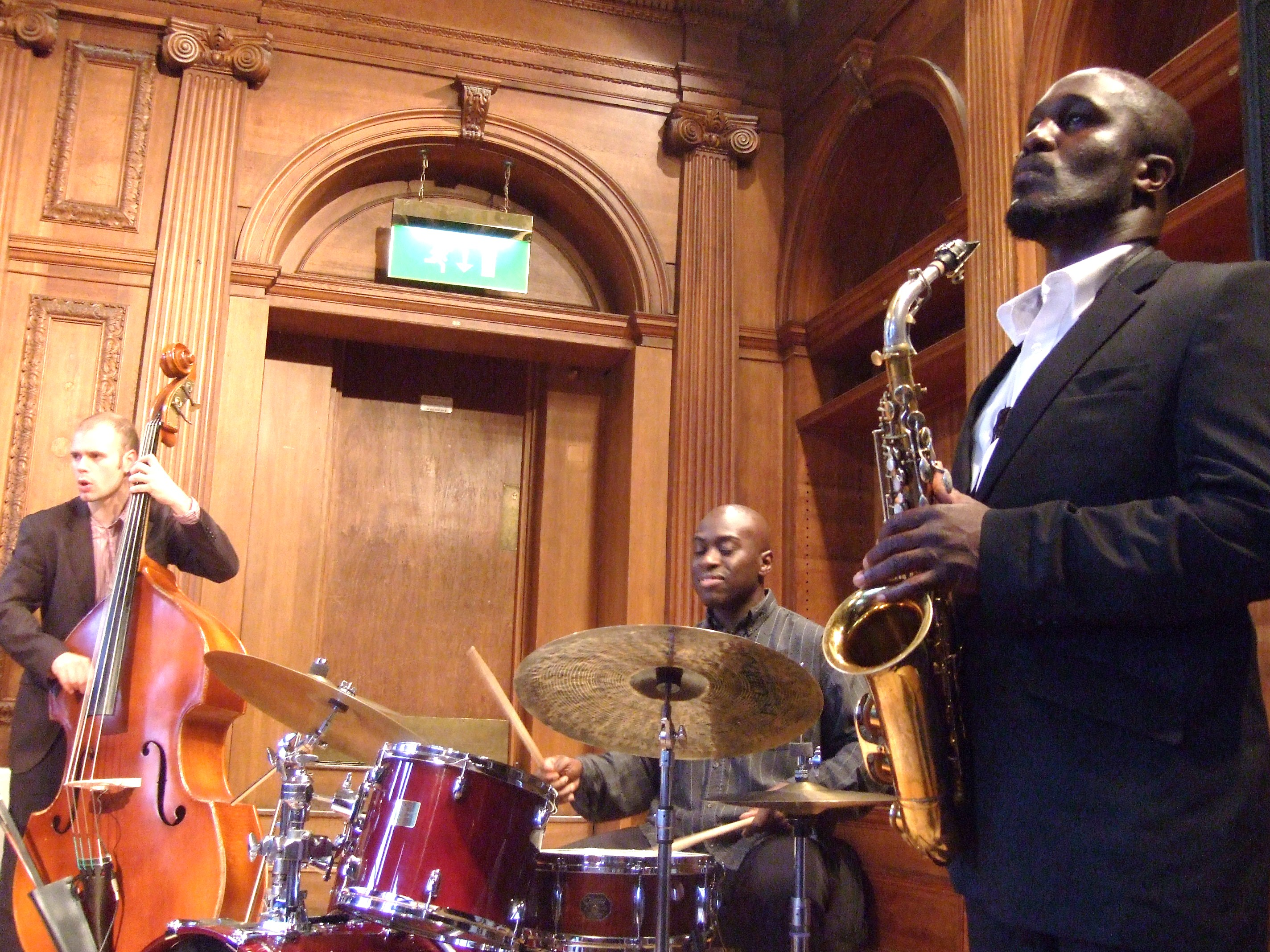
Winston Clifford (Mitte) mit Ben Hazleton (links) und Bandleader Tony Kofi (rechts; 2008)

Winston Clifford (* 19. September 1965 in Islington, London) ist ein britischer Jazz-Schlagzeuger.

## Leben und Wirken
Clifford begann das Schlagzeugspiel mit vierzehn Jahren, studierte 1979 bei Bill Eyden (dem Schlagzeuger von Tubby Hayes) und besuchte 1985  die Guildhall School of Music and Drama in London, wo er bei Trevor Tomkins lernte. Er spielte in London u. a. mit Courtney Pine, Julian Joseph, Jason Rebello, der Steve Williamson Band, Pete King, Bheki Mseleku und hatte eine langjährige Zusammenarbeit mit Jonathan Gee und mit Orphy Robinson (Mitte der 1980er Jahre bis Mitte der 1990er Jahre). Ab 1996 gehörte er zu dem Quartett von Tim Garland, in den 1990er Jahren zur Gruppe Mistura des Flötisten Rowland Sutherland und zu Roadside Picnic von Mario Castronari. Auch arbeitete er im Quartett von Tony Kofi, mit Frevo von Dylan Fowler, in Combos von Eddie Jones, mit Ciyo Brown, Juwan Agungbe und Mo Nazam. Er spielte mit durchreisenden US-Musikern wie Art Farmer, Eddie Harris, Monty Alexander (mit dem er 1991 tourte), Archie Shepp, Dave Valentin, Larry Coryell, Slim Gaillard und begleitete die Sängerin Carmen Lundy, mit der er auch in New York 1996 spielte.
Clifford nahm mit Roadside Picnic, Frevo, Jean Toussaint, Andy Hamilton, Zoe Rahman, dem Trio von Brian Dee, dem Quintett von Harry Beckett, Cold Cherry Soup um Arnie Somogyi und mit Jan Ponsford auf.

## Lexikalische Einträge
- Ian Carr, Digby Fairweather, Brian Priestley: Rough Guide Jazz. Der ultimative Führer zur Jazzmusik. 1700 Künstler und Bands von den Anfängen bis heute. Metzler, Stuttgart/Weimar 1999, ISBN 3-476-01584-X.
- John Chilton Who´s Who of British Jazz, Continuum 2004